# البستان
البستان أو أبُلُسْتَيْن، هي مدينة تاريخيَّة تقع اليوم في محافظة مرعش في تركيا. تقع المدينة على هضبة في الطرف الجنوبي الأوسط لسلسلة جبال طوروس. كانت تعد الحد الشمالي لولاية حلب العثمانية. وضعتها معاهدة سيفر التي أنهت الحرب العالمية الأولى ضمن سوريا، ولكن معاهدة لوزان عام 1923 وضعت المدينة مع بقية الأقاليم السورية الشمالية ضمن الحدود التركية.

## التاريخ
وقع في سهل المدينة معركة البستان، بين السُّلطان الظاهر بيبرس والمغول سنة 676هـ / 1277م، انتهت بنصرٍ كبير للظَّاهر بيبرس. ذكرها الرَّحَّالة الجُغرافي ياقوت الحموي قائلًا: «أبلستين بالفتح ثم الضم ولام مضمومة أيضا والسين المهملة ساكنة وتاء فوقها نقطتان مفتوحة وياء ساكنة ونون هي مدينة مشهورة ببلاد الروم وهي الآن بيد المسلمين وسلطانها ولد قلج أرسلان السلجوقي قريبة من أبسس مدينة أصحاب الكهف».

## المناخ
يظهر الجدول التالي التغييرات المناخية على مدار السنة لالبستان:
| البيانات المناخية لـالبستان       | البيانات المناخية لـالبستان | البيانات المناخية لـالبستان | البيانات المناخية لـالبستان | البيانات المناخية لـالبستان | البيانات المناخية لـالبستان | البيانات المناخية لـالبستان | البيانات المناخية لـالبستان | البيانات المناخية لـالبستان | البيانات المناخية لـالبستان | البيانات المناخية لـالبستان | البيانات المناخية لـالبستان | البيانات المناخية لـالبستان | البيانات المناخية لـالبستان |
| الشهر                             | يناير                       | فبراير                      | مارس                        | أبريل                       | مايو                        | يونيو                       | يوليو                       | أغسطس                       | سبتمبر                      | أكتوبر                      | نوفمبر                      | ديسمبر                      | المعدل السنوي               |
| --------------------------------- | --------------------------- | --------------------------- | --------------------------- | --------------------------- | --------------------------- | --------------------------- | --------------------------- | --------------------------- | --------------------------- | --------------------------- | --------------------------- | --------------------------- | --------------------------- |
| متوسط درجة الحرارة الكبرى °م (°ف) | 2.2 (36.0)                  | 4.8 (40.6)                  | 10.4 (50.7)                 | 16.7 (62.1)                 | 21.7 (71.1)                 | 26.8 (80.2)                 | 31.2 (88.2)                 | 31.4 (88.5)                 | 27.5 (81.5)                 | 20.2 (68.4)                 | 12.2 (54.0)                 | 5.1 (41.2)                  | 17.5 (63.5)                 |
| متوسط درجة الحرارة الصغرى °م (°ف) | −6.8 (19.8)                 | −4.2 (24.4)                 | −0.1 (31.8)                 | 4.3 (39.7)                  | 7.7 (45.9)                  | 10.4 (50.7)                 | 12.4 (54.3)                 | 11.9 (53.4)                 | 7.9 (46.2)                  | 4.4 (39.9)                  | 0.4 (32.7)                  | −3.0 (26.6)                 | 3.8 (38.8)                  |
| الهطول مم (إنش)                   | 53 (2.1)                    | 42 (1.7)                    | 58 (2.3)                    | 54 (2.1)                    | 46 (1.8)                    | 18 (0.7)                    | 5 (0.2)                     | 4 (0.2)                     | 10 (0.4)                    | 39 (1.5)                    | 52 (2.0)                    | 56 (2.2)                    | 437 (17.2)                  |
| المصدر: Climate-data.org          |                             |                             |                             |                             |                             |                             |                             |                             |                             |                             |                             |                             |                             |

## أعلام
- أمينة خاتون
- علي بك بن شهصوار ذي القدر
- ماهر أونال
- ستي مكرمة خاتون